# Balaruc-les-Bains
Balaruc-les-Bains är en kommun i departementet Hérault i regionen Occitanien i södra Frankrike. Kommunen ligger i kantonen Frontignan som tillhör arrondissementet Montpellier. År 2022 hade Balaruc-les-Bains 7 136 invånare.

## Befolkningsutveckling
Antalet invånare i kommunen Balaruc-les-Bains
Referens:INSEE